# Ninglang

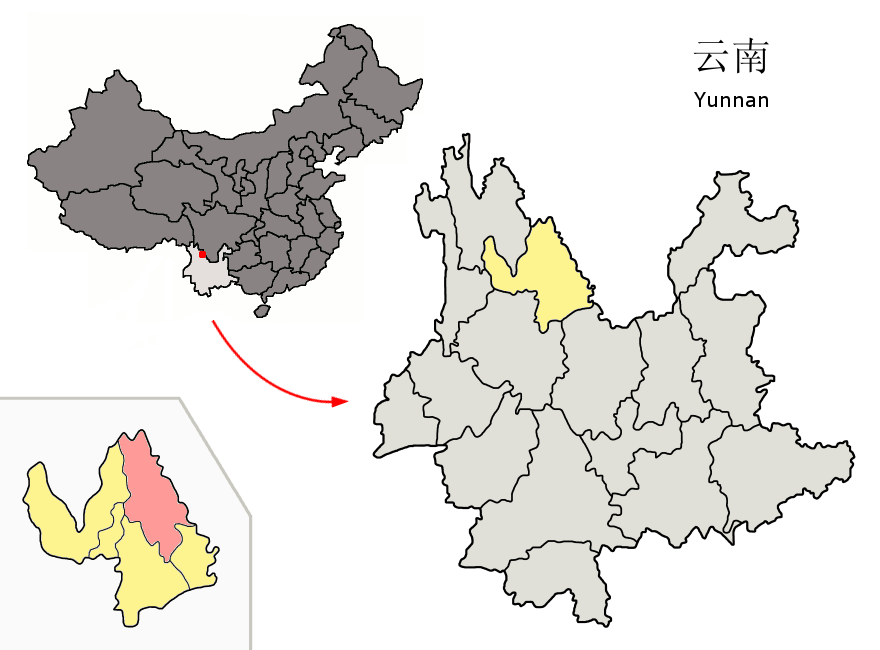
Lage von Ninglang (rosa) in der bezirksfreien Stadt Lijiang

Der Autonome Kreis Ninglang der Yi (宁蒗彝族自治县,  Nínglàng Yízú zìzhìxiàn) ist ein autonomer Kreis der Yi der bezirksfreien Stadt Lijiang in der chinesischen Provinz Yunnan. Er hat eine Fläche von 6.026 km² und zählt 244.525 Einwohner (Stand: Zensus 2020). Sein Hauptort ist die Großgemeinde Daxing (大兴镇).

## Administrative Gliederung
Auf Gemeindeebene setzt sich der autonome Kreis aus einer Großgemeinde und vierzehn Gemeinden (davon eine Nationalitätengemeinde) zusammen. Diese sind:
- Großgemeinde Daxing (大兴镇)

- Gemeinde Labo (拉伯乡)
- Gemeinde Yongning (永宁乡)
- Gemeinde Cuiyu der Lisu und Primi (翠玉傈僳族普米族乡)
- Gemeinde Hongqiao (红桥乡)
- Gemeinde Ningli (宁利乡)
- Gemeinde Jinmian (金棉乡)
- Gemeinde Xichuan (西川乡)
- Gemeinde Xibuhe (西布河乡)
- Gemeinde Zhanhe (战河乡)
- Gemeinde Yongningping (永宁坪乡)
- Gemeinde Paomaping (跑马坪乡)
- Gemeinde Chanzhanhe (蝉战河乡)
- Gemeinde Xinyingpan (新营盘乡)
- Gemeinde Lanniqing (烂泥箐乡)